# Lista postaci ze świata wiedźmina
Lista postaci ze świata wiedźmina – artykuł o charakterze zbiorczym dotyczący postaci fikcyjnych będących częścią świata wiedźmina wymyślonego przez Andrzeja Sapkowskiego.

## Kompania wiedźmina
Kompania wiedźmina – grupa postaci, która z Geraltem na czele wyruszyła w podróż, by odnaleźć lub pomścić Ciri.
Oprócz wiedźmina w skład grupy wchodzili: jego przyjaciel bard Jaskier (Julian Alfred Pankratz wicehrabia de Lettenhove), łuczniczka Milva (Maria Barring), wampir Regis (Emiel Regis Rohellec Terzieff-Godefroy), nilfgaardzki zdrajca skazany na śmierć Cahir oraz rozbójniczka, którą Geralt uratował przed powieszeniem – Angoulême.
Jaskier w połowie drogi zostaje ze swą ukochaną (księżną Anną Henriettą) na zamku Beauclair w Toussaint. To ratuje go przed śmiercią na zamku Stygga, w którym poległa reszta towarzyszy wiedźmina. Cahir ginie z rąk Leo Bonharta, Milva zostaje postrzelona z łuku, Angouleme zostaje dźgnięta sulicą, wykrwawia się na rękach Ciri, Regis zostaje rozerwany i stopiony przez maga Vilgefortza.

### Cahir aep Ceallach
Cahir Mawr Dyffryn aep Ceallach był młodym grafem pochodzącym z Vicovaro. Jego matką była Mawr, ojcem Ceallach, był prawnukiem Dyffryna.
Cahir został wyszkolony i służył dzięki znajomości języka wspólnego – znał go dzięki matce – w wywiadzie Nilfgaardu. Podczas najazdu na Cintrę udało mu się zabrać z pola walki i uprowadzić Ciri, jednak dziewczynka uciekła od niego. Cahir, za niewykonanie rozkazu dostarczenia jej cesarzowi Emhyrowi var Emreisowi został skazany na wieloletnie więzienie. Od tego momentu stał się jednak postacią z koszmaru Ciri, rycerzem w hełmie ze skrzydłami ptaka.
Po kilku latach Cahir, jako osoba znająca wygląd Ciri, został wysłany przez cesarza Emhyra na wyspę Thanedd w celu ponownego uprowadzenia dziewczyny. Po raz kolejny nie wywiązał się z tego zadania, został także raniony przez Ciri w walce. Od tej pory był ścigany przez wywiad Nilfgaardu. Został przypadkowo uwolniony przez Milvę i Geralta z Rivii podczas przekazania go w ręce wywiadu nilfgaardzkiego. Dołączył do początkowo niechętnej mu drużyny Geralta, mającej na celu uratowanie Ciri, ponieważ kochał ją od kiedy zobaczył ją po raz pierwszy, w płonącej Cintrze. Chciał odkupić swe winy, przeprosić księżniczkę i błagać ją o wybaczenie. Jak z czasem wyznaje Geraltowi, pokochał nie dziecko, ale piękną, młodą dziewczynę z wytatuowaną różą w pachwinie, którą widywał w snach i wizjach – czyli taką Ciri, jaką stała się po przystąpieniu do bandy Szczurów.
Cahir zginął podczas ataku na cytadelę Stygga, siedzibę czarodzieja Vilgefortza, z ręki Bonharta, notabene usiłując ochronić Ciri.
W serialu Wiedźmin Netfliksa  w rolę Cahira wcielił się Eamon Farren.

### Emiel Regis
Emiel Regis Rohellec Terzieff-Godefroy to ⁣członek kompanii Geralta z Rivii, wampir wyższy, cyrulik. Miał 428 lat według ludzkiej rachuby czasu, zaś 642 lata według rachuby elfów. Regis występuje w książkach: Chrzest ognia,  Wieża Jaskółki i Pani Jeziora. Pojawia się także w grach Wiedźmin 3: Krew i wino i Gwint: Wiedźmińska gra karciana.
Wygląd
Regis wygląda jak szczupły mężczyzna w średnim wieku. Ma szpakowate włosy, garbaty nos oraz czarne, błyszczące oczy. Jego blada cera kontrastuje z ciemnym ubiorem. Nosi ze sobą torbę z ziołami, których zapachem przesiąknął.
Życiorys
Emiel Regis Rohellec Terzieff-Godefroy urodził się w roku 839, jako potomek rozbitków osiadłych na Kontynencie po Koniunkcji Sfer. W przeszłości Regis uzależniony był od spożywania krwi, która działała na niego niczym alkohol. Został przez to złapany przez chłopów, którzy poćwiartowali go, pozbawili głowy oraz zakopali w ziemi na 50 lat - tyle zajęła mu regeneracja z obrażeń. Emiel przestał w związku z tym pić krew i stał się bardziej ostrożny.
W Chrzcie Ognia bohaterowie spotykają go na elfim cmentarzu Fen Carn, gdzie podaje się za cyrulika zbierającego zioła. Emiel zaprasza ich na noc do domu i częstuje bimbrem. Przyłącza się potem do ich drużyny, choć ujawniając swą wampiryczną naturę traci na ich zaufaniu. Bohaterowie obawiają się jego nadludzkich umiejętności wampira wyższego. Wbrew stereotypom jest on odporny na światło słoneczne, przebicie kołkiem i czosnek. Ponadto jest w stanie przybierać postać ogromnego nietoperza i jest niezwykle odporny na ogień i obrażenia. Regis posiada również potężne zdolności regeneracyjne, jest niemal nieśmiertelny. Wielokrotnie wykazywał się inteligencją oraz obszerną wiedzą w wielu tematach, wobec czego bywał niewygodnym partnerem w dyskusji. W czasie wędrówki wampir podważa jednak wszystkie stereotypy powodujące obawy towarzyszy. Cyrulik staje się przyjacielem pozostałych członków zespołu, doradzając Geraltowi podczas podejmowania decyzji oraz chroniąc kompanów przed niebezpieczeństwami.
Regis bierze udział w finalnej potyczce na cytadeli Stygga, gdzie dołącza do walki Geralta i Yennefer z Vilgefortzem. Przy użyciu potężnego zaklęcia Vilgefortz wtapia wampira w jedną z kolumn sali zamkowej, tym samym kończąc jego życie.
W adaptacjach
W dodatku do gry Wiedźmin 3: Dziki Gon o tytule Krew i wino okazuje się, że dzięki krwi wampira Dettlaffa zdołał się zregenerować. Za polski dubbing postaci odpowiadał Jan Frycz, z kolei w wersji angielskiej głosu użyczył Mark Noble. Regis został uznany za jedną z najlepszych postaci gry przez miesięcznik PC Gamer.

### Milva
Maria Barring, czyli Milva (przez elfów nazywana Sor'ca, czyli Siostra) była łuczniczką pochodzącą z wsi w Górnym Sodden.
MIlva pochodziła z rodziny myśliwych i została nauczona strzeleckiego rzemiosła przez ojca. Uciekła jednak z domu z powodu ojczyma i podróżując przez świat wpadła w pułapkę w lesie Brokilon. Zawarła pakt z Eithné z Brokilonu, na mocy którego została uwolniona. Przeprowadzała rozbite komanda Scoia'tael przez rzekę Wstążkę oraz jako sabotażystka prowadziła karne ekspedycje ludzi na Brokilon, wprost w zasadzki przygotowane przez driady.
Na prośbę Geralta leczącego rany (po rebelii czarodziejów na Thanedd) w Brokilonie opuszczała las driad i zasięgała informacji o sytuacji politycznej na świecie. Będąc świadoma nieuniknionej interwencji Nilfgaardu w Brugge, ruszyła za wiedźminem i Jaskrem, ratując ich podczas starcia z wysłannikami Vattiera de Rideux spotykającymi się z havekarami (przemytnikami). Postanowiła prowadzić Geralta oraz Jaskra przez Brugge.
Nad Chotlą, gdy dołączył do nich Regis, sama już nie wiedziała z jakiego powodu podróżuje z wiedźminem. Gdy wszyscy zostali rozbici w wyniku nilfgaardzkiego ataku na obóz uchodźców, Milva dzielnie walczyła o odzyskanie koni kompanii z chłopskimi uciekinierami. Wówczas to z opresji uratował ją Cahir. Nad Jarugą, gdzie „oficjalnie” sformowała się wiedźmińska kompania, Milva postanowiła towarzyszyć Geraltowi, aż do skutku – czyli odnalezienia i oswobodzenia Ciri. Wkrótce wydało się jednak, że jest w ciąży – z elfem, z którym spędziła noc w obliczu niebezpieczeństwa pozbawienia życia ze strony pogoni ścigającej ich aż do Wstążki.
Milva poroniła po bitwie o Most na Jarudze. Zaopiekował się nią Regis oraz medycy z korpusu królowej Meve, do którego dołączyli po bitwie. Gdy wyzdrowiała, wiedźmińska kompania zdezerterowała z lyrijskiej armii i ruszyła na południe. Milva zakończyła swą żałobę po dziecku w symboliczny sposób – ścięła warkocz tuż przy karku. Podróżowała z wiedźminem dalej na południe, gdzie podczas jesiennego Ekwinokcjum rozdzieliła walczących Geralta i Cahira. Walczyła wraz z nimi ze sługusami Słowika i Schirrú – wysłannika Vilgefortza, na rubieżach Toussaint oraz w Caed Myrkwid – gdzie drużyna została schwytana przez Dębostwora i znalazła w końcu poszukiwanych druidów. W Toussaint, podobnie jak reszta drużyny, odczuwała zgnuśnienie i nieróbstwo.
Wzięła udział w szturmie wiedźmińskiej kompanii na Styggę – cytadelę Vilgefortza. Tam, osłaniając drogę drużynie przed ostrzałem wrogich łuczników, została śmiertelnie postrzelona przez łucznika z armii Skellena. Umarła jako pierwsza z kompanii na rękach Geralta i Cahira.
W Starszej Mowie „Milva” oznacza kanię.

### Angoulême
Angoulême pochodziła z Cintry. Była córką jednej z tamtejszych szlachcianek.

## Sigismund Dijkstra
Sigismund Dijkstra to szef wywiadu króla Vizimira z Redanii.

### Krew elfów
Szpiedzy Dijkstry i Filippy Eilhart tropią Jaskra w Oxenfurcie. Dijkstra wypytuje Jaskra o Geralta z Rivii i Ciri, gdy ten jednak zaprzecza, jakoby cokolwiek było mu na ten temat wiadome i powtarza Dijkstrze „oficjalną wersję” o śmierci Lwiątka z Cintry, ten puszcza poetę wolno.

### Czas pogardy
Dijkstra uczestniczy w puczu po uroczystym bankiecie na zjeździe czarodziejów na Wyspie Thanedd, który ma za zadanie oczyścić środowisko magów ze szpiegów Cesarza Nilfgaardu. Główni podejrzani – członkowie Kapituły, Vilgefortz z Roggeveen, Artaud Terranova, Francesca Findabair – zostają aresztowani i zakuci w kajdany wykonane z dwimerytu, który uniemożliwia noszącemu je korzystanie z magii, a w wypadku usiłowania rzucenia czaru, wywołuje odruchy wymiotne. Geralt, który napatoczył się do holu, w którym w tym czasie Dijkstra wraz z Redańczykami i czarodziejką Keirą Metz aresztował Artauda Terranovę. Dijkstra zaprowadził wiedźmina do Filippy Eilhart, która zadecydowała, że szpieg ma zabrać Geralta do Loxii, gdzie po akcji udali się Redańczycy, skąd potem mieli zaokrętować na statek zwany „Spada”. Na trakcie ku Loxii Dijkstra ujawnia wiedźminowi powód, dla którego go uratował. Chce, żeby Geralt wyciągnął z Aretuzy Ciri. Wyjaśnia, że nie zrobił tego sam, obawiając się skandalu (wspomina, że „dwanaście dziewcząt z pierwszych rodów Redanii” uczy się w szkole) oraz że rektorka Aretuzy, Margarita Laux-Antille nie wydała by mu księżniczki, a Geraltowi wyda z pewnością. Na pytanie, czemu miałby to robić, szpieg odpowiada wiedźminowi, że zabierze Ciri do Tretogoru, pod opiekę Vizimira. Tłumaczy, że plany Czterech Królów zmieniły się znacznie względem Lwiątka i że jej znaczenie dla polityki Nordlingów znacznie wzrosło (wcześniej chciano ją zabić, by Cesarz Nilfgaardu nie mógł jej poślubić). Informuje też, że o tym planie nie wie Filippa Eilhart, bo Dijkstra działa teraz z osobistego rozkazu króla. „Riv” zaczął walczyć z Redańczykami, podczas walki zjawił się Jaskier, niosąc miecz wiedźmina. Wiedźmin wykręcił szpiegowi nogę w kostce, by ten nie mógł go ścigać i zbiegł wraz z poetą.

### Chrzest ognia
W Chrzcie ognia Dijkstra odnajduje kryjówkę Vilgefortza, ale okazuje się, że nie ma w niej Ciri. Wspomniany jest też fort, w którym wywiad Redanii trzyma specjalnych więźniów – nieludzi oraz Nilfgaardczyków, którzy bez wyjątków giną na stryczku.

### Pani Jeziora
W „Pani Jeziora” opisany jest atak na Dijkstrę przez grupę zabójców. Wcześniejsza rozmowa Dijkstry z Filippą Eilhart w czasie defilady zwycięstwa oraz późniejsze wyznanie Dijkstry w rozmowie z Reuvenem („powiedziałem jedno słowo za dużo niewłaściwej osobie”) wskazuje, iż zabójcy zostali nasłani przez Filippę po tym, jak Dikstra w czasie defilady nieopatrznie zdradził jej, iż wie, że to Filippa stała za zamachem na króla Vizimira. Ponieważ Dijkstra spodziewał się ataku zabójców, udaje mu się umknąć, natomiast zabójcy spotykają jego sekretarza Oriego Reuvena. Prowadzona jest też rozmowa pomiędzy Boreasem Munem, pewnym pielgrzymem oraz elfem (prawdopodobnie Faoiltarną). W pewnym momencie, pielgrzym przedstawia się jako Sigi Reuven. Jest to aluzja do imienia Dijkstry i nazwiska Oriego, sugerująca, że szpieg by uciec przed śmiercią połączył swoje nazwisko z nazwiskiem sekretarza i umknął za granice krajów Nordlingów. Na to, iż pielgrzymem był Dijkstra, wskazuje również jego wyznanie iż spóźnił się na defiladę zorganizowaną po podpisaniu pokoju Cintryjskiego (Dijkstra się spóźnił) oraz wiedza pielgrzyma o szczegółach rokowań, poprzedzających podpisanie tego pokoju.

### poza „Sagą o Wiedźminie”
- W napisanym wcześniej niż Saga opowiadaniu „Coś się kończy, coś się zaczyna” epizodycznie występuje „poseł króla Sigismunda”.
- Dijkstra pojawia się w grze komputerowej Wiedźmin 3: Dziki Gon[4]. przedstawiony jest jako jeden z szefów novigradzkiego półświatka, który planuje zamach na króla Radowida. W zależności od decyzji podjętych przez gracza, zamach może dojść do skutku lub też nie. Jeden z wariantów zamachu może zakończyć się śmiercią Dijkstry z rąk Geralta, Roche’a, Ves oraz Talara.

## Szczury
Szczury to kilkuosobowa banda (hanza, hulajpartia) młodych ludzi trudniących się grabieżą. Składająca się z ofiar wojny, wyrzutków, dezerterów i banitów, którzy działając początkowo w parach spotkali się na Święcie Żniw w jednej z wiosek w Geso. Działali na bandyckim szlaku znajdującym się na świeżo podbitych przez Nilfgaard ziemiach. Przez dłuższy czas nie przyjmowali nikogo w swoje szeregi, aż do czasu spotkania Ciri, którą banda uratowała z rąk Łapaczy.
Wszystkie Szczury z wyjątkiem Ciri zostały zabite w walce przez Bonharta w wiosce Birka, znanej też jako Ognista Zazdrość lub Zazdrość. Bonhart pokonał Ciri w walce i zmusił ją, by patrzyła jak po kolei ucina głowy jej towarzyszom.
W skład bandy wchodzili:
- Giselher – herszt bandy
- Kayleigh
- Reef
- Aenyeweddien, elfka, nazywana „Iskrą”
- Mistle – jest młodą jasnowłosą dziewczyną, pochodzącą ze szlacheckiej rodziny, należy do bandy Szczurów. Obroniła Ciri przed Kayleighiem, który chciał ją zgwałcić. Zaczyna sypiać z Ciri, zakochuje się w niej z wzajemnością i zostaje jej dziewczyną.
- Asse
- Cirilla, znana jako „Falka”

## Leo Bonhart
Wyrachowany łowca nagród, świetny szermierz. Podobno w przeszłości trudnił się handlem i wojaczką. Wysoki, chudy, siwy wąsacz, w wieku ponad 50 lat. Jego najbardziej charakterystycznym znakiem były wodniste, rybie oczy.
Po raz pierwszy pojawia się w tomie trzecim Chrzest ognia. Bonhart został wynajęty przez Stefana Skellena – Puszczyka, do zabicia Ciri. Najpierw pozabijał jej przyjaciół z bandy Szczurów, a potem pokonał samą Ciri. Oszczędził ją jednak, porwał i więził. W końcu odsprzedał dziewczynę za 2000 nilfgaardzkich florenów, ta jednak w ostatniej chwili uciekła.
Podczas ataku na cytadelę Stygga zabił Cahira, lecz zginął z ręki Cirilli podczas pojedynku z nią na zamkowym rusztowaniu. (Pani Jeziora).
Bonhart szczycił się tym iż zabił (najprawdopodobniej w walce na miecze) trzech wiedźminów.

## Ród Ciri

### Pavetta
Pavetta z Cintry to córka Calanthe i Roegnera, matka Ciri.
Pavetta urodziła się w 1234 roku Nowej Ery, była córką króla Cintry Roegnera i królowej Calanthe. W wieku 15 lat wyszła za Duny’ego, „Jeża z Erlenwaldu”, któremu została obiecana przez swego ojca na prawie Dziecka Niespodzianki, a który został odczarowany z klątwy dzięki wiedźminowi Geraltowi. W chwili ślubu była już w ciąży. Jest matką jednej z głównych bohaterek sagi – Ciri. Pavetta dysponowała mocą (dzięki genowi Lary), nad którą nie potrafiła panować (patrz opis uczty zaręczynowej w opowiadaniu Kwestia ceny, z tomu Ostatnie życzenie).
W 1254 roku wypadła za burtę statku na Głębi Sedny na skutek spisku męża i czarodzieja Vilgefortza. Jednak jak później przyznał Emhyr, celem spisku nie było zabicie jej, a przekonanie wszystkich o ich wspólnej śmierci. Udało się jej jednak uratować córeczkę – odkrywszy spisek, zostawiła Ciri na Skellige. Sztorm, który nastąpił po jej śmierci, wielu myli z przyczyną jej zgonu. A tak nie jest, jak twierdzi jarl Skellige, Crach en Craite – „(...) Krew królowych Cintry przedziwnie związana jest z morzem. Gdy umiera któraś z kobiet tej krwi, morze wpada w istne szaleństwo. Mówi się, że Ard Skellig opłakuje córki Riannon. Bo sztorm jest wtedy tak silny, że bijące od zachodu fale przeciskają się przez szczeliny i jaskinie po stronie wschodniej i nagle ze skały tryskają chłodne ruczaje. A cała wyspa drży. Prosty lud mówi: oto Ard Skellig szlocha. Znowu ktoś umarł. Umarła krew Riannon, Starsza Krew. (...) Sam to widziałem, na własne oczy. Trzykrotnie. Po śmierci Adalii Wróżki, po śmierci Calanthe... I po śmierci Pavetty, matki Ciri. (...)” (cytat z Wieży Jaskółki).
Postać Pavetty w filmie Wiedźmin zagrała Agata Buzek. W serialu Wiedźmin Netfliksa wcieliła się w nią Gaia Monadori.

### Calanthe
Calanthe (ur. 1218) to królowa Cintry i Skellige, żona Roegnera, matka Pavetty i babka słynnego Lwiątka – Ciri. Nazywana Lwicą. Słynęła z odwagi, waleczności i urody (kobieta o popielatych włosach rozsypanych lokami spod wąskiej złotej obręczy, na palcach pierścienie z wielkimi szmaragdami; zagadkowy uśmiech).
Calanthe była jedynym dzieckiem króla Dagorada i królowej Adalii. Jako że w Cintrze dziedziczyła tylko linia męska, miała ona być jedynie żoną przyszłego króla. Lwica, aby nie zostać całkowicie pozbawiona władzy, zdecydowała się poślubić Roegnera, księcia Ebbing. Następnie chciała szybko zajść w ciążę i urodzić syna, który mógłby dziedziczyć cintryjski tron. Jednakże urodziła córkę – Pavettę, a potem dwukrotnie poroniła. Po śmierci Roegnera nową królową miała zostać córka Lwicy, a królem jej mąż (Duny z Maecht) – Calanthe miała być królową matką. Równocześnie ze ślubem Pavetty z Jeżem z Erlenwaldu odbył się ślub Calanthe z jarlem Skellige, Eistem Tuirseach, który przybył do Cintry jako opiekun siostrzeńca króla Brana, Cracha an Craite, który potem został jarlem.
Zginęła rzucając się z murów stołecznego miasta podczas szturmu nilfgaardczyków w 1261 roku.
Calanthe przez wiele lat utrzymywała dość silną ręką władzę w Cintrze, opierając się najazdom obcych wojsk i utrzymując panowanie mimo niesprzyjającej sytuacji wewnętrznej (stronnictwa rodów, komplikacje dynastyczne). Za czasów panowania Lwicy Cintra osiągnęła największą świetność, ale pod koniec jej życia nastąpił najazd Nilfgaardu.
W filmie i serialu Wiedźmin Calanthe grana była przez Ewę Wiśniewską. W serialu Wiedźmin Netfliksa w jej rolę wcieliła się Jodhi May.

### Duny z Erlenwaldu
Duny był mężem Pavetty i ojcem Ciri.
Podczas urodzin została rzucona na niego klątwa, przez co od świtu do północy jego głowa przybierała kształty głowy jeża. Za młodu uratował rannego Roegnera, króla Cintry, męża Calanthe. Jako nagrodę zażądał, aby ten oddał mu to, co zastanie w domu, a czego teraz się nie spodziewa. Po 15 latach przyjechał do Cintry, zażądał od Calanthe jej córki, Pavetty, która okazała się być tą niespodzianką.
Calanthe zdjęła z niego klątwę, mówiąc „Daję ci Pavettę”. Nie udałoby się to, gdyby nie pomoc Geralta z Rivii, dzięki któremu nie doszło do zabicia Duny'ego. Za tę pomoc Duny stracił swoją córkę Ciri, gdyż wiedźmin zażądał od niego tego, czego on zażądał niegdyś od Roegnara – jego dziecka, o którym jeszcze nie wiedział.
W polskim filmie i serialu grał go Dariusz Jakubowski. W serialu Netfliksa Duny'ego zagrał Bart Edwards.

#### Emhyr var Emreis
Emhyr var Emreis był cesarzem Nilfgaardu w trakcie drugiej wojny z Nordlingami. Emhyr chciał Cirillę, księżniczkę Cintry za żonę i po rzezi Cintry długo jej poszukiwał, gdyż związana z nią przepowiednia głosiła, że z Ciri narodzi się syn władający połową świata, natomiast jego syn będzie władcą całego świata.
Odnalazł Ciri (w ostatnim tomie sagi – Pani Jeziora), jednak nie zabrał jej ze sobą, tylko zostawił Geraltowi i Yennefer. Dopiero wtedy okazuje się, że Emhyr var Emreis to Duny. Przyznaje się do nieumyślnego spowodowania śmierci Pavetty na morzu, tuż przed zaplanowanym porwaniem ich statku przez czarodzieja Vilgefortza, z którym był w zmowie.
Jego przydomek to „Deithwen Addan yn Carn aep Morvudd” – Biały Płomień Tańczący na Kurhanach Wrogów.
W angielskiej wersji językowej gry Wiedźmin 3: Dziki Gon Emhyra zagrał Charles Dance, a w polskiej Piotr Grabowski.

### Lara Dorren aep Shiadhal
Lara, córka Shiadhal i Auberona, króla Aen Elle, Ludu Olch, jest posiadaczką Hen Ichaer („Starszej Krwi”), przodkinią Ciri, elfią czarodziejką, Aen Saevherne („Wiedzącą”). Miała związać się z Avallac'hem. Z takiego związku miało się narodzić dziecko obdarzone potężną mocą, zdolne podróżować w czasie i między światami. Miało ono powstrzymać wieczne zimno z przepowiedni wieszczki Itliny. Ale Lara zadecydowała inaczej i oddała swoje serce Dh'oine, człowiekowi. Był nim Cregennan z Lod, czarodziej. Z ich związku narodziło się dziecko, dziewczynka, Riannon. Na skutek spisku Cregennan został zgładzony, a Lara wypędzona z małą Riannon i zabita przez ludzi. Jej córka została adoptowana przez Cerro, królową Redanii.

## Kapituła Czarodziejów
Kapituła Czarodziejów była obok Rady jedną z oficjalnych instytucji zrzeszających czarodziejów z Północy.

### Tissaia de Vries
Tissaia de Vries (prawdziwe imię: Skowronek) to arcymistrzyni magii, jedna ze absolwentek Aretuzy.
Była jedną z najstarszych czarodziejek, niewiele młodszą od Hena Gedymdeitha. Wysoka, o ostrych rysach twarzy i ciemnych, gładko uczesanych włosach. W swoim postulacie Zatrute źródło domagała się wprowadzenia obowiązku sterylizacji wszystkich adeptek magii, by zapobiec rodzeniu się upośledzonych ludzi. Na Zjeździe w Cidaris zasada ta została ustanowiona.
Podczas wydarzeń na Thanedd zadeklarowała swoją neutralność wobec interesów królów, następnie zaś zniosła całą blokadę antymagiczną nałożoną na Garstang oraz rozkuła Vilgefortza i resztę uwięzionych czarodziejów. Wcześniej rozkazała Yennefer przyprowadzić Ciri, która miała oznajmić w transie, że wojna z Nilfgaardem się rozpoczęła. Gdy w zamku pojawiły się Scoia'tael, widząc swój błąd, uciekła z pola walki. Po zmasakrowaniu Geralta przez Vilgefortza pomogła Triss teleportować wiedźmina do Brokilonu.
W lipcu Roku Wielkiej Wojny, w swoim mieszkaniu, popełniła samobójstwo przez przecięcie sobie żył na przegubach rąk.
W grze komputerowej Wiedźmin jeden z eliksirów został nazwany „wywarem de Vries”.
W serialu Wiedźmin Netfliksa w jej rolę wcieliła się MyAnna Buring.

### Pozostali członkowie
- Gerhart z Aelle, zwany Hen Gedymdeith
- Francesca Findabair
- Vilgefortz z Roggeveen
- Artaud Terranova

## Najwyższa Rada Czarodziejów
- Carduin z Lan Exeter
- Fercart z Cidaris
- Radcliffe z Oxenfurtu
- Yennefer z Vengerbergu
- Filippa Eilhart z Tretogoru

## Loża Czarodziejek
Loża Czarodziejek to tajna organizacja w sadze o wiedźminie.
Została założona przez Filippę Eilhart. Miała na celu utrzymywanie krain Nordlingów w pokoju i niedopuszczenie do konfliktów między państwami. Ich siedzibą był zamek Montecalvo. Czarodziejki miały wpływać na decyzje królów sprawując jednocześnie faktyczną władzę. Organizacja ta chciała pozyskać córkę od Ciri; dziecku temu czarodziejki nadawały miano Królowej Świata. Chciały nauczyć ją magii oraz wierzyły, że ekstraordynaryjny gen Lary Dorren uaktywni się i da im możliwość efektywniejszej władzy nad królestwami.

### Filippa Eilhart
Filippa Eilhart z Montecalvo w Redanii, założycielka Loży,
Filippa posiadła rzadką zdolność polimorfii – umiała zmieniać się w sowę. Była wysoka, ciemnowłosa i ciemnooka. Powiązana z redańskim szpiegiem Dijkstrą.
poza cyklem wiedźmińskim
W grze Wiedźmin 2: Zabójcy królów pełni jedną z najważniejszych ról. Zleciła królobójcy Letho z Gulethy zabójstwo króla Aedirn Demawenda, aby zdobyć władzę nad Doliną Pontaru, która była we władaniu królestwa. W zależności od wyborów gracza jej plany mogą się ziścić częściowo albo wcale.
Filippa pojawia się też w grze komputerowej Wiedźmin 3: Dziki Gon.

### Triss Merigold
Triss Merigold z Mariboru w Temerii, była przyjaciółką Yennefer, Geralta i Ciri.

### Keira Metz
Keira Metz – czarodziejka, członkini Loży Czarodziejek, w przeszłości również Rady Królewskiej Temerii.

### Margarita Laux-Antille
Margarita Laux-Antille, rektorka Aretuzy.

### Sheala de Tancarville
Sheala de Tancarville z Creyden w Kovirze.

### Sabrina Glevissig
Sabrina Glevissig była czarodziejką pochodzącą z Ard Carraigh w Kaedwen, zasiadającą w Loży, a wcześniej w Radzie. Miała ciemne włosy i czarne oczy. Lubiła się wyzywająco ubierać. Dysponowała dużymi wpływami na dworze w Kaedwen – Codringher mówi: przerywa przemowy Henselta z Kaedwen, waląc pięścią w stół i nakazując, by król się zamknął i słuchał.
W wydarzeniach na Thanedd była po stronie czarodziejów-rebeliantów, tamże została zraniona. Później czuła urazę do Yennefer, uważała, że jest zdrajczynią i odnosiła się do niej wrogo na spotkaniu Loży.
W serialu Wiedźmin Netfliksa w rolę Sabriny wcieliła się Therica Wilson-Read.

### Fringilla Vigo
Fringilla Vigo z Beauclair w Toussaint, zależnym od Cesarstwa Nilfgaardu,
Była sympatyczna, wdzięczna i elegancka. Miała dość krótko ostrzyżone czarne włosy i zielone oczy. Była krewną księżnej Anny Henrietty z Toussaint. Tam miała romans z Geraltem na zlecenie Loży, aby wydobyć z niego potrzebne informacje – wiedźmin odkrył jednak nielojalność Fringilli i podał jej nieprawdziwe miejsce pobytu czarnoksiężnika Vilgefortza – zamek Rhys-Rhun.
W serialu Wiedźmin Netfliksa w rolę Fringilli wcieliła się Mimi Ndiweni.

### Francesca Findabair
Francesca Findabair, Stokrotka z Dolin (star. mowa Enid an Gleanna) to królowa wolnych elfów z Dol Blathanna.
Francesca Findabair uchodziła za najpiękniejszą kobietę świata. Miała długie, ciemnozłote włosy i błękitne oczy. Elfka czystej krwi. Była członkinią Kapituły czarodziejów, a potem założonej przez Filippę Eilhart Loży Czarodziejek. Została królową państwa wolnych elfów w Dol Blathanna – formalnie niezależnego, w praktyce w zależności lennej najpierw od Nilfgaardu, a następnie od Aedirn.
W serialu Wiedźmin Netfliksa jej rolę przyznano Mecii Simson.

### Ida Emean aep Sivney
Ida Emean aep Sivney, jedna z Wiedzących (star. mowa Aen Saevherne), elfka z Gór Sinych,

### Assire var Anahid
Assire była nilfgaardzką czarodziejką, pochodzącą z Vicovaro.
Zasiadała w Loży Czarodziejek wraz z inną przedstawicielką tego kraju, Fringillą Vigo. Wykorzystywała Carthię van Canten, kochankę szefa wywiadu wojskowego Nilfgaardu Vattiera de Rideaux jako informatorkę. Wiedziała dzięki temu o działaniach wywiadu, w wyniku których cesarzowi Emhyrowi var Emreisowi przedstawiono dziewczynę, będącą sobowtórem Ciri.

### Yennefer z Vengerbergu
Yennefer z Vengerbergu w Aedirn jest jedną z głównych bohaterek cyklu, ukochaną Geralta i przybraną matką Ciri.

## Scoia'tael (Wiewiórki)
Byli to młodzi elfowie oraz krasnoludowie (spotykano także niziołki), którzy walczyli jako najemnicy Nilfgaardu o swoją wolność (w późniejszym okresie krasnoludowie przestali działać w Scoia'tael ponieważ przywódca krasnoludów młodym pobratymcom zakazał udziału w walkach, z racji, że nie było komu pracować w kopalniach, hutach itp.). Zabijały one wszystkich napotkanych na swojej drodze nawet jeśli były to elfy lub krasnoludy. Dla komanda byli to zdrajcy rasy i musieli zostać zabici tak samo jak ludzie. Najczęściej polowali oni w lasach lub na używanych przez handlarzy traktach.
Królestwa Północy podczas wojny nilfgaardzkiej tępiły Scoia'tael na wielką skalę wieszając zabitych przy drogach by pokazać swoją siłę. Jednak młodzi i pełni rozgoryczenia Scoia'tael wciąż atakowali swoich wrogów. Gdy Nilfgaard zaatakował królestwa na północ od Jarugi licznie pomagali im właśnie Scoia'tael. To oni pomagali w zaatakowaniu Thanedd ukryci w podziemiach wyspy. Scoia'tael dzielnie walczyli o swoją wolność, gdy Nilfgaard pokonał północ stworzył on elfom państewko Dol Blathanna, by tam mogły żyć.
Geralt też miał spotkanie z Scoia'tael. Było to gdy wraz z Ciri i Triss Merigold próbowali dostać się do Świątyni Melitele. Przyłączyli się do kompanii Yarpena Zigrina, który miał „ważną” przesyłkę dla króla. Podczas jednego postoju zaatakowało ich komando. Zginęło kilku przyjaciół Yarpena, a Geralt, chociaż przeciwny walce ze starszymi rasami, musiał stanąć w obronie Ciri i walczył z napastnikami.

### Isengrim Faoiltiarna
Isengrim Faoiltiarna to elf, przywódca Scoia'tael.
Utracił swą elfią urodę, gdyż jego twarz szpeciła wielka blizna, nadająca mu przerażającego i drapieżnego wyglądu. Współpracował z Nilfgaardczykami – został wysłany na wyspę Thanedd razem ze swoim komandem, by pomóc Cahirowi pojmać Ciri. Gdy plan się nie powiódł otrzymał rozkaz pojmania Cahira. Chciał przekazać go Nilfgaardowi w trumnie przez znajomego havekara. Przy wymianie znalazł się przypadkowo Geralt. Przeszkodził w transakcji i wraz z Milvą zabił ludzi cesarza, którzy przyszli po odbiór. Emhyr uznał to za zdradę i kazał pochwycić Żelaznego Wilka. Po pewnym czasie sprawa się wyjaśniła i Isengrim znów służył cesarstwu.
Pod koniec ostatniej części sagi (Pani Jeziora) Isengrim zostaje skazany na śmierć. Udaje mu się jednak uciec. Elf, z którym rozmawiają Boreas Mun i Sigi Reuven w finale sagi, to najprawdopodobniej właśnie on (przedstawia się jako „Wolf Isengrim”). Razem przeprawiają się za Góry Sine.

## Członkowie rodów królewskich

### Demawend
Demawend był królem Aedirn, synem Virfurila. Jego siedziba znajdowała się w Vengerbergu; z tego powodu w niektórych sprawach radził się pochodzącej stamtąd czarodziejki Yennefer. Przez wiele lat toczył spór z kaedweńskim królem Henseltem o ziemie Górnego Aedirn (Dolnej Marchii), ostatecznie zajęte przez wojska tego drugiego aż do rzeczki Dyfne. Demawend planował karną ekspedycję w Dol Blathanna, na tereny zamieszkane przez wolne elfy.
W przeddzień konfliktu z Nilfgaardem uczestnik spotkania królów (Vizimir, Foltest z Temerii, Demawend z Aedirn, Henselt z Kaedwen i Meve z Lyrii) w Hagge. Oskarżony, wspólnie z Meve, przez Czarnych o atak na pograniczny fort Nilfgaardu – Glevitzingen. W rezultacie wojska cesarskie przekroczyły Jarugę w Dol Angra, opanowały Lyrię, zwyciężyły połączone siły Meve i Demawenda pod Aldersbergiem, a następnie zajęły stolicę Aedirn – Vengerberg. Sam Demawend został zmuszony do ucieczki do Redanii. Po rozbiciu armii wojska Aedirn nie wzięły już znaczącego udziału w wojnie przeciw Nilfgaardowi. Dopiero zwycięstwo pod Brenną skłoniło Demawenda i Henselta do zgody czego efektem była zwycięska II bitwa pod Aldersbergiem.
W grze Wiedźmin 2: Zabójcy królów został zamordowany przez wiedźmina królobójcę Letho z Gulety na zlecenie Loży Czarodziejek i cesarza Nilfgaardu.

### Foltest z Temerii
Król Temerii, zwierzchnik Pontaru i Mahakamu oraz senior protektor Brugge i Sodden. Syn Medella. Miał dziecko ze swoją siostrą Addą. Została na nie rzucona klątwa, przez co dziecko po narodzinach zmarło, a następnie odrodziło się jako strzyga. Dziewczynka została odczarowana przez Geralta. Foltest był bardzo mądrym i przystojnym władcą. Miał zamiar wraz z Aedirn zaatakować Nilfgaard, lecz atak ten został uprzedzony przez Imperium.
Pojawia się kilkakrotnie w grze komputerowej Wiedźmin, gdzie ponownie prosi Geralta o odczarowanie znów zmienionej w strzygę córki, a następnie zleca wiedźminowi zabójstwo Wielkiego Mistrza Jakuba de Aldersberga. W grze Wiedźmin 2: Zabójcy królów jest współodpowiedzialny za wybuch wojny domowej z rodem La Valettów, a następnie zostaje zamordowany przez Letho z Gulethy na polecenie Cesarza Nilfgaardu. W obu częściach głosu użyczył mu Adam Bauman.

### Adda
Adda to królewna temerska, postać z opowiadania Wiedźmin.
Była siostrą króla Temerii Foltesta, który miał z nią romans. Z tego związku narodziła się im córeczka. Jednakże zarówno ona, jak i Adda umarły wkrótce po porodzie. Po paru latach z grobowca Addy wyszła strzyga, i zaczęła terroryzować Wyzimę, stolicę Temerii. Była nią przeklęta córka Addy, której Foltest nie chciał zabić w nadziei na zdjęcie klątwy. Wiedźmin Geralt odczarował królewnę kilka lat później i uwolnił tym samym wyzimski dwór od potwora.

### Henselt z Kaedwen
Henselt był królem Kaedwen. Pan na Ard Carraigh był władcą zachłannym, potężnej postury, brodaty, o sporym, piwnym brzuchu. Od wielu lat, przy pomocy swojej elitarnej Burej Chorągwi, ingerował w politykę regionu. Wielkim nakładem sił i środków Henselt zwalczał w Kaedwen wpływy nieludzi, eliminował kolejne bandy Scoia'tael, opracował między innymi plan eksterminacji nieludzi nad Pontarem, Gwenllech i Buiną. W ważnych sprawach konsultował się z czarodziejką Sabriną Glevissig.
W przeddzień konfliktu z Nilfgaardem uczestnik spotkania królów (Vizimira z Redanii, Foltesta z Temerii, Demawenda z Aedirn i Meve z Lyrii) w Hagge. W trakcie pierwszej fazy II wojny z Nilfgaardem zawarł pakt z cesarzem Nilfgaardu Emhyrem var Emreisem (tzw. rozbiór nilfgaardzko-kaedweński) na mocy którego Kaedwen zajęło Górne Aedirn (odtąd zwane Dolną Marchią) aż po rzeczkę Dyfne, o które to ziemie przez wiele lat spierał się z królem Demawendem. Tym samym zablokował wojskom cesarskim przejście do Temerii od wschodu, od doliny Pontaru. Wówczas to, granicząc z elfim kraikiem, Dol Blathanna planował agresję na to dominium należące do Enid an Gleanna, Stokrotki z Dolin. Do wojny po stronie Nordlingów aktywnie włączył się dopiero w kolejnej fazie wojny, między innymi wysyłając Burą Chorągiew na bitwę pod Brenną. Po tej wiktorii pogodził się z Demawendem i wspólnie z nim wydał Nilfgaardczykom zwycięską II bitwę pod Aldersbergiem.
W grze komputerowej Wiedźmin został wspomniany w oficjalnej modyfikacji do gry o nazwie Cena Neutralności, w którym gracz otrzymuje wpis o nim w dzienniku. W kontynuacji gry – Wiedźmin 2: Zabójcy królów – wystąpił osobiście jako jedna z postaci ważnych dla fabuły gry. Gracz może doprowadzić do śmierci monarchy z rąk Vernona Roche’a jako odwet za zgwałcenie Ves lub oszczędzić mu życie. Głosu użyczył mu Dariusz Odija.

### Meve z Lyrii
Meve była królową Lyrii i Rivii. Lyrijskie oddziały zwały ją Białą Królową, a niektórzy, z racji poczynań po śmierci męża, także wesołą wdówką. O jej wyglądzie wiemy jedynie, że dojrzały wiek można było poznać tylko po siwych włosach. Meve była powściągliwa w wypowiadaniu opinii, jeżeli jednak odzywała się, to trafiała w sedno. Po śmierci królowej Cintry – Calanthe była jedyną kobietą wśród władców Północy. Z opisu znajdującego się w Krwi elfów możemy się dowiedzieć, że nieboszczyk mąż był bardzo głupi; dwóch jeszcze głupszych synów krąży po świecie.
W przeddzień konfliktu z Nilfgaardem uczestniczka spotkania królów (Vizimir, Foltest z Temerii, Demawend z Aedirn, Henselt z Kaedwen) w Hagge. W trakcie II wojny z Nilfgaardem głównodowodząca obrony Lyrii i Rivii, uczestniczka bitwy pod Aldersbergiem. Po rozbiciu jej wojsk zebrała pozostałe oddziały i wyruszyła prowadzić partyzancką wojnę z Nilfgaardem w Angrenie. Podczas jednej z licznych potyczek (Bitwa o most na Jarudze) została ranna w usta. Wówczas to oficjalnie nagrodziła Geralta pasowaniem na rycerza Rivii za jego zasługi w utrzymaniu mostu.

### Niedamir
Niedamir to król Caingorn. Na tronie zasiadł w 1248 roku, będąc jeszcze nastolatkiem. Wówczas bohaterowie sagi opisują go jako szczupłego, piegowatego młodzieńca o znudzonym spojrzeniu. Podczas jego panowania Caingorn tworzy Ligę z Hengfors pod przewodnictwem Niedamira właśnie. Dodatkowo zdolnemu królowi udaje się podporządkować Malleore. Niedamir spotyka Geralta, gdy ten przybywa na polowanie na złotego smoka Villentretenmertha.
Podczas II wojny z Nilfgaardem wzorem Koviru zachował neutralność. Planował małżeństwa dynastyczne swoich synów, a być może także swoje własne, z dynastią Thyssenidów. Żona Niedamira prawdopodobnie została zamordowana na jego polecenie po tym, jak urodziła mu męskich potomków.

### Roegner
Roegner to król Cintry, mąż Calanthe, ojciec Pavetty. Pochodził z dalekiego Ebbing. W czasie jednej ze swoich wypraw został uratowany przez Jeża z Erlenwaldu od niechybnej śmierci. W zamian obiecał mu oddać to, co w domu zostawił, o czym nie wie i czego się nie spodziewa. O tej obietnicy wspomniał swojej żonie, Calanthe dopiero na łożu śmierci. W ten sposób jego córka, Pavetta została dzieckiem-niespodzianką.
Zmarł w Cintrze, w trakcie epidemii ospy.

### Vizimir
Vizimir II Sprawiedliwy, to król Redanii. Jako pierwszy zachęcał władców państw północnych do agresywnej polityki wobec elfów i Nilfgaardu. Król w pełni zasługujący na przydomek „Sprawiedliwego”, który jednak nadano mu dopiero pośmiertnie.
Żonaty z Hedwig z Malleore, z którą miał troje dzieci: Radowida, Milenę zwaną Milką oraz Dalimirę zwaną Dalką. W myśl wcześniej zawartych układów, Dalkę miał wziąć za żonę król Temerii, Foltest, który jednakże już w bardzo młodym wieku nawiązał skandaliczny romans z własną siostrą, Addą i spłodził z nią dziecko. Zamierzał nawet poślubić Addę i uczynić królową u swego boku. Obraził tym śmiertelnie Vizimira i połączenie z redańskim dworem nie doszło do skutku. Ostatecznie Dalka poświęciła się kapłaństwu, zaś Milka znana była w szkole czarodziejek w Aretuzie pod imieniem Millegarda.
Vizimir zginął zasztyletowany przez elfa-zamachowca niedługo po zajściach na wyspie Thanedd. Po jego śmierci władzę w kraju przejęła rada regencyjna na której czele stał Dijkstra z Tretogoru. Teoretycznie sprawowała ona władzę w imieniu małoletniego syna Vizimira, Radowida V (zwanego później Srogim).

### Zuleyka
Zuleyka z Talgaru – królowa Koviru, Povissu, Naroku, Velhadu i Talgaru, żona Esterada Thyssena od 29 lat.
Według opisu była niewysoka, raczej tęgawa i sympatycznie nieładna. Ubierała się w luźne suknie, nijakie w kroju i o szaroburej tonacji. Nie stosowała makijażu i nie nosiła biżuterii, chodziła w czepku, zaś wieczorem, gdy nikt nie widział, zakładała okulary. Głęboko wierząca, czego przejawem jest jej zafascynowanie Dobrą Księgą („wiedźmińskim” odpowiednikiem Biblii), skąd czerpała swoją mądrość życiową.
Miała duży wpływ na męża, chociaż nieraz nie zdawała sobie z tego sprawy. To ona podsunęła mu pomysł załatwienia sprawy z pomocą dla Redanii tak, by nie złamać traktatu o neutralności z Nilfgaardem. Kochała swojego syna Tankreda i pragnęła, by się ustatkował i rozstał ze złym towarzystwem, z tego względu podjęła współpracę z czarodziejką Shealą de Tancarville w zamian za pomoc w zmianie usposobienia syna.

## Inne postaci

### Borch Trzy Kawki
Rycerz Borch jest wysokim mężczyzną o kasztanowych włosach. Podróżuje w obstawie dwóch Zerrikanek, znakomicie wyszkolonych wojowniczek, sam nie nosząc broni. Stanąwszy w obronie dobytku Geralta, zaprzyjaźnia się z nim i razem dołączają do wyprawy króla Niedamira, władcy Królestwa Caingorn, mającej za cel zabicie smoka.
Będący w rzeczywistości złotym smokiem o imieniu Villentretenmerth, mającym możliwość zmiany postaci, Borch stara się za wszelką cenę doprowadzić do fiaska wyprawy.
Poza cyklem wiedźmińskim
W serialu telewizyjnym oraz filmie w reżyserii Marka Brodzkiego rolę Borcha zagrał Andrzej Chyra.
Borch występuje też epizodycznie jako gość na weselu Geralta w opowiadaniu Coś się kończy, coś się zaczyna nie należącym do cyklu wiedźmińskiego.
W opowiadaniu Ewy Białołęckiej Profesjonalny zabójca smoków jest wymieniony Brysk Trzy Trawki, stanowiący oczywistą aluzję do Borcha.
W grze komputerowej Wiedźmin Jaskier wspomina na przyjęciu u Shani w akcie II, że Geralt miał przyjaciela wampira Regisa. Na komentarz Geralta „A kumpla smoka nie miałem?” odpowiada „Chybiona kpina, bo też miałeś” – co jest aluzją do Borcha Trzy Kawki. Z kolei w grze „Wiedźmin 2: Zabójcy królów” Borch okazuje się być ojcem Saesenthessis (Saskii).

### Condwiramurs Tilly
Młoda czarodziejka, śniączka i onejromantka, pochodząca z Vicovaro. Na zaproszenie Nimue, przybyła na jej wyspę. Pojawia się w ostatniej części Sagi o wiedźminie, w Pani Jeziora:
„– Jestem Condwiramurs Tilly – przedstawiła się z ukłonem, zakłopotana nieco, wciąż z trzewiczkami w ręku. – Rada jestem, mogąc gościć na twojej wyspie, Pani Jeziora.
– Nimue – poprawiła swobodnie mała magiczka. – Nimue, nic więcej. Tytuły i epitety możemy sobie darować, panno Tilly.”.

### Essi Daven
Postać występująca w opowiadaniu Trochę poświęcenia.
Trubadurka i poetka, którą spotkał Geralt. Nazywana była Oczko, a przez Jaskra również Pacynką.
Essi wychowywała się nad morzem więc posiadała dużą wiedzę o morskich potworach. Była śpiewaczką na weselu w Bremervoord, gdzie spotkała Jaskra i Geralta, w którym się nieszczęśliwie zakochała. Essi doradzała wiedźminowi podczas wykonywania jednego zlecenia. W zamian za to ten podarował jej perłę.
O ich rzekomej miłości Jaskier ułożył balladę, której nigdy jednak nie zaśpiewał. Cztery lata po spotkaniu z Geraltem zmarła podczas epidemii ospy w Wyzimie. Jej ciało zabrał Jaskier i pochował z dala od miasta wraz z jej lutnią i perłą.

### Fregenal
Postać z opowiadania Droga, z której się nie wraca.
Był dawnym członkiem Kręgu Druidów. Za pomocą wykradzionych im notatek stworzył kościeja. Był przywódcą bandy rozbójników, w której skład wchodzili ludzie, bobołaki i vranowie. Zdradzili go jednak, okradli z magicznego pierścienia, zniszczyli różdżkę, a jego samego wydali Korinowi i Visennie. W zamian za darowanie życia zgodził się pomóc zniszczyć kościeja, jednak zdradził i zaatakował Visennę.
Został zabity przez kowala Mikulę, który ugodził go toporem w plecy, a następnie odrąbał głowę.

### Istredd
Istredd – pojawia się w opowiadaniu Okruch lodu.
Jest czarodziejem z Aedd Gynvael na Północy. Wygląda na około czterdzieści lat, ma proste, szpakowate włosy sięgające ramion. Ma wiele zmarszczek oraz mądre, szare i łagodne oczy. Był kochankiem Yennefer.

Istredd nie wyglądał na więcej niż zasłużone, krzepkie czterdzieści. Miał lekko szpakowate, proste, sięgające ramion włosy i liczne, dodające powagi zmarszczki na czole, przy ustach i w kącikach powiek. Geralt nie wiedział, czy głębia i mądrość szarych, łagodnych oczu była naturalna czy wywołana czarami. Po krótkiej chwili doszedł do wniosku, że to wszystko jedno.

Miecz przeznaczenia

– Ja tam zresztą nic nie wiem – starosta odwrócił wzrok i powiercił obcasem w ziemi. – I tyle mnie to obchodzi co łajno sobacze. Ale czarodziej Istredd, pomnijcie na to, to u nas ważna osoba. Niezastąpiona dla tego grodu, bezcenna, rzekłbym. Poważanie ma u ludzi, tutejszych i inszych też. My w jego czarodziejstwo nosów nie pchamy ani osobliwie w inne jego sprawy.

Miecz przeznaczenia

### Ithlinne Aegli
Ithlinne Aegli, córka Aevenien (w Starszej Mowie Ithlinne Aegli aep Aevenien, we wspólnym języku Itlina) to elfia prorokini, sławna przede wszystkim z tzw. przepowiedni Itliny, mającej apokaliptyczny charakter.

### Korin
Korin to wojownik, jeden z bohaterów opowiadania Andrzeja Sapkowskiego „Droga, z której się nie wraca”.
Przedstawiał się jako „złodziej, najemnik i rabuś”, a opisany został jako „wysoki, jasnowłosy, z pociągłą twarzą, wydatnym podbródkiem”. Wspólnie z czarodziejką Visenną pokonał blokującego trakt kupiecki kościeja stworzonego przez czarodzieja Fregenala.
Korin jest powszechnie uznawany za ojca Geralta z Rivii, choć sam Sapkowski nigdy oficjalnie tego nie potwierdził. Za osadzenie Korina w roli ojca Geralta odpowiada Maciej Parowski, scenarzysta serii komiksów o wiedźminie. Sam Sapkowski wypowiedział się na ten temat w przedmowie do opowiadania „Droga, z której się nie wraca” w zbiorze Coś się kończy, coś się zaczyna.
„(...) dla fabuły, która głośno domagała się matki wiedźmina, ojciec był przysłowiowym drugim grzybkiem w barszczu. Pedigree wiedźmina po mieczu nic nie wnosiło i do nikąd nie wiodło. Toteż na pomysł, by to właśnie Korin z „Drogi...” był ojcem wiedźmina, wpadłem bynajmniej nie ja, lecz Maciej Parowski z „Fantastyki”, któremu koncept ten znakomicie pasował na otwierający wielozeszytową serię komiksów o wiedźminie.”.

### Menno Coehoorn
Menno Coehoorn był marszałkiem polnym armii cesarstwa Nilfgaardu. Po podboju Cintry po I wojnie północnej został mianowany namiestnikiem nowo powstałej Prowincji Cintra. W czasie II wojny z Nordlingami głównodowodzący wojskami Nilfgaardu, dowódca Grupy Armii „Środek”. Jako marszałek dowodził siłami Cesarstwa w czasie wielu bitew, między innymi zwycięskiej dla Nilfgaardczyków bitwy pod Aldersbergiem, a także przegranej bitwy pod Brenną. Sam zginął w czasie ucieczki z pola przegranej bitwy – śmiertelnie ranny bełtem z kuszy krasnoludów utonął w wodach rzeczki Chotli.
Jego nazwisko pochodzi prawdopodobnie od holenderskiego barona Menno van Coehoorna.

### Nenneke
Nenneke to kapłanka Wielkiej Melitele przełożona świątyni w Ellander. Przyjaciółka i powierniczka Geralta, która kilkakrotnie go uleczyła (m.in. w Mieczu przeznaczenia).

### Nimue
Nimue verch Wledyr ap Gwyn, zwana też Panią Jeziora lub Łokietkiem. Czarodziejka z wyspy Inis Vitre, bada historię Ciri i Geralta.
Nimue jest nawiązaniem do Pani Jeziora z opowieści arturiańskich i tytułową postacią piątego tomu „sagi o widźminie”.

### Percival Schuttenbach
Percival Schuttenbach – fikcyjna postać występująca w sadze o wiedźminie autorstwa Andrzeja Sapkowskiego. Jako postać drugoplanowa występuje przede wszystkim w powieści Chrzest ognia z 1996 roku, pojawia się również epizodycznie w opowiadaniu Coś się kończy, coś się zaczyna i grze komputerowej Wiedźmin 3: Dziki Gon. Jego imię jest aluzją do Wolframa von Eschenbach, średniowiecznego niemieckiego minnesängera, autora eposu Parsifal traktującego o poszukiwaniach Graala. W powieści Schuttenbach również odnajduje kielich, jednak nie rozpoznaje w nim niczego nadzwyczajnego, a nad wszelkie sprawy bogów i herosów przedkłada doczesne przyjemności.
Percival jest gnomem, jednym z towarzyszy Zoltana Chivaya. Ustępujący swym krasnoludzkim towarzyszom siłą, znacznie jednak przewyższał ich swoją zwinnością i zmysłami. Przymioty te czyniły z niego doskonałego zwiadowcę, potrafiącego wyczuć jedzenie z dużej odległości. Schuttenbach znany był również jako świetny metalurg, technik (w świecie sagi o wiedźminie gnomy specjalizują się w zawodach technicznych) oraz jubiler.
Podczas podróży zaprzyjaźnił się z Jaskrem, dzięki wspólnym zainteresowaniom, takim jak karty i muzyka. W tej pierwszej dziedzinie często oszukiwał, co narażało go na wyzwiska i ciosy drewnianą pałką ze strony swych kompanów. Podczas wojny z Nilfgaardem temerskie wojska zamierzały wcielić go do Ochotniczego Hufca Mahakamskiego, mylnie biorąc go za krasnoluda. Percival wymigał się jednak od służby, argumentując to pacyfistycznymi regułami swojej religii (sam prawdopodobnie był ateistą). Po zakończeniu wojny z Nilfgaardem otworzył zakład jubilerski w Novigradzie, którego maskotką i jednocześnie żywą reklamą była papuga Zoltana, Feldmarszałek Duda.
W opowiadaniu Coś się kończy, coś się zaczyna był jednym z gości na weselu Geralta z Yennefer.

### Rience
Był czarodziejem, podwładnym maga Vilgefortza. Jego twarz szpeciła blizna od oparzenia, spowodowanego przez Yennefer.
Na polecenie swego mistrza śledził poczynania Stefana Skellena ścigającego Ciri. Jednak został zdemaskowany i zmuszony do pomocy samemu Skellenowi. Podczas pościgu za Ciri nieumiejętnie rzucił zaklęcie przez co pękł lód na jeziorze, na którym znajdowali się wszyscy ludzie Stefana. Trzymał się kry, lecz Ciri przejechała mu łyżwami po palcach odcinając je, co spowodowało, że Rience się utopił.

### Schirrú
Był półelfem, podwładnym maga Vilgefortza. Na polecenie swego mistrza Schirrú miał wciągnąć w pułapkę oraz zabić całą kompanię wiedźmina Geralta z Rivii. Jego plan się nie powiódł i musiał uciekać, podczas ucieczki wtargnął do świętego gaju druidów, Caed Myrkvid. Za zbezczeszczenie świętego miejsca druidzi spalili go żywcem w wielkiej Wiklinowej Babie.

### Stefan Skellen
Stefan Skellen, zwany Puszczykiem, był koronerem i człowiekiem do zadań specjalnych w cesarstwie Nilfgaardzkim i zaufanym człowiekiem cesarza. Planował jednak przewrót i wprowadzenie demokracji. Dowodził najemnikami z garnizonu podczas szturmu na zamek Stygga. Ranił orionem Ciri w twarz. Został stracony za zdradę.

### Torque
Pojawia się w opowiadaniu Kraniec świata.
Jest to silvan, który zamieszkał w pobliżu ludzkiej wioski niedaleko Dol Blathanna. Kradł on jedzenie i nasiona dla elfów z Doliny Kwiatów oraz zdobywał informacje o uprawie roli. Geralt próbował go przepędzić, co jednak nie powiodło się, a wiedźmin został schwytany. Elfy zamierzały go zabić jednak Torque stanął w jego obronie. Po owym incydencie silvan wyniósł się z wioski.

### Yarpen Zigrin
Yarpen Zigrin był brodatym krasnoludem posługującym się w walce toporem. Był dowódcą grupy, która zabiła smoka Ocvista z Kwarcowej Góry (jej skład to Yannick Brass, Xavier Moran, Paulie Dahlberg, jego brat Regan i Lucas Corto). Brał udział w bitwie pod Brenną.
W filmie Wiedźmin z 2001 roku, oraz w serialu telewizyjnym pod tym samym tytułem w postać Yarpena wcielił się Jarosław Boberek.

### Visenna
Matka Geralta, czarodziejka i druidka; bohaterka opowiadania Droga, z której się nie wraca.
W serialu Wiedźmin Netfliksa w jej rolę wcieliła się Frida Gustavsson.

### Zoltan Chivay
Zoltan Chivay był krasnoludem pochodzącym z Mahakamu, bliskim przyjacielem Geralta, oraz przywódcą grupy nieludzi w skład której wchodził m.in. Percival Schuttenbach. W walce posługiwał się (nietypowo jak na krasnoluda) mieczem.